# Corydalis gortschakovii
Corydalis gortschakovii är en vallmoväxtart. Corydalis gortschakovii ingår i släktet nunneörter, och familjen vallmoväxter.

## Underarter
Arten delas in i följande underarter:
- C. g. gortschakovii
- C. g. hazarajatensis